# 12 East 53rd Street
12 East 53rd Street, también llamado Fisk-Harkness House, es un edificio en el Midtown Manhattan de Nueva York (Estados Unidos). Está a lo largo del lado sur de 53rd Street entre Madison Avenue y Fifth Avenue. El edificio de seis pisos fue diseñado por Griffith Thomas y fue construido en 1871. Fue rediseñado en el estilo neogótico con elementos neotudor en 1906 por Raleigh C. Gildersleeve.
La casa había sido diseñada originalmente como una casa de cuatro pisos de piedra rojiza con una escalinata, un sótano elevado y un techo plano detrás de una cornisa de hierro galvanizado. La apariencia actual de la casa es una estructura de piedra caliza diseñada en el estilo neogótico inspirado en los Tudor. La fachada asimétrica contiene dos tramos verticales, con una gran entrada principal en el tramo izquierdo (este) y una buhardilla triangular en el tramo derecho (oeste). Los pisos interiores del diseño original de Thomas se modificaron sustancialmente para permitir que los tres pisos intermedios tuvieran techos altos.
La casa fue construida para el ejecutivo bancario Charles Moran como una casa adosada con una fachada de piedra rojiza, y se construyó una extensión trasera en la década de 1880. La casa fue remodelada para Harvey y Mary Fisk, quienes compraron la casa en 1905. Los Fisk la vendieron cuatro años después a William Harkness y su esposa Edith Harkness, la última de las cuales vendió la casa en 1923. La casa se usó luego para inquilinos comerciales, incluido el comerciante de arte Proctor & Company, el Automobile Club of America y el comerciante de arte Symons Galleries. Desde 1964, el edificio ha sido propiedad de LIM College. La Comisión de Preservación de Monumentos Históricos de la Ciudad de Nueva York designó la casa como un monumento oficial en 2010.

## Sitio
12 East 53rd Street se encuentra en el barrio de Midtown Manhattan de la ciudad de Nueva York. Está a lo largo de la acera sur de la calle 55 entre la Quinta Avenida y la Sexta Avenida. El terreno es ligeramente irregular y cubre 395 m², con una fachada de 11,4 m y una profundidad máxima de 36,4 m. La sección occidental de la casa se extiende solo 30,5 m profundidad y tiene 3,8 m de ancho, mientras que la sección este de la casa se extiende a toda la profundidad y mide 7,6 m de ancho. La casa está rodeada por el edificio de oficinas adyacente en 510 Madison Avenue, terminado en 2010. La casa está al otro lado de la calle de Paley Park hacia el norte y está en la misma cuadra de la ciudad que el hotel Omni Berkshire Place al sureste. Otras ubicaciones cercanas incluyen 660 Fifth Avenue al oeste; el Museo de Arte Moderno (MoMA) al noroeste; la Casa de William H. Moore al norte; el edificio DuMont y el hotel Elysée al noreste; 488 Madison Avenue y John Peirce Residence al sur; y la Torre Olímpica, el Edificio Cartier y el 647 Fifth Avenue al suroeste.
La Quinta Avenida entre 42nd Street y Central Park South (59th Street) estuvo relativamente subdesarrollada hasta finales del siglo XIX. El área circundante fue una vez parte de las tierras comunes de la ciudad de Nueva York. El Plan de los Comisionados de 1811 estableció la cuadrícula de calles de Manhattan con lotes de 30,5 m profundidad y 7,6 m de ancho. Se construyeron residencias de lujo alrededor de la Quinta Avenida después de la Guerra de Secesión. El bloque de East 53rd Street desde Fifth hasta Madison Avenues solo se desarrolló esporádicamente hasta finales de la década de 1870, y tenía residencias de piedra rojiza en 1886.

## Diseño
La casa había sido diseñada originalmente por Griffith Thomas, de la firma T. Thomas & Son, como una casa de cuatro pisos de piedra rojiza con una escalinata, un sótano elevado y un techo plano detrás de una cornisa de hierro galvanizado. La apariencia actual de la casa fue diseñada por Raleigh Colston Gildersleeve para el empresario Harvey Edward Fisk. La casa actual tiene seis pisos de altura, con una fachada de piedra caliza diseñada en el estilo neogótico inspirado en los Tudor. Los pisos interiores del diseño original de Thomas se modificaron sustancialmente para permitir que los tres pisos intermedios tuvieran techos altos. El edificio se conoce como "la casa urbana", parte del campus de LIM College.

### Fachada

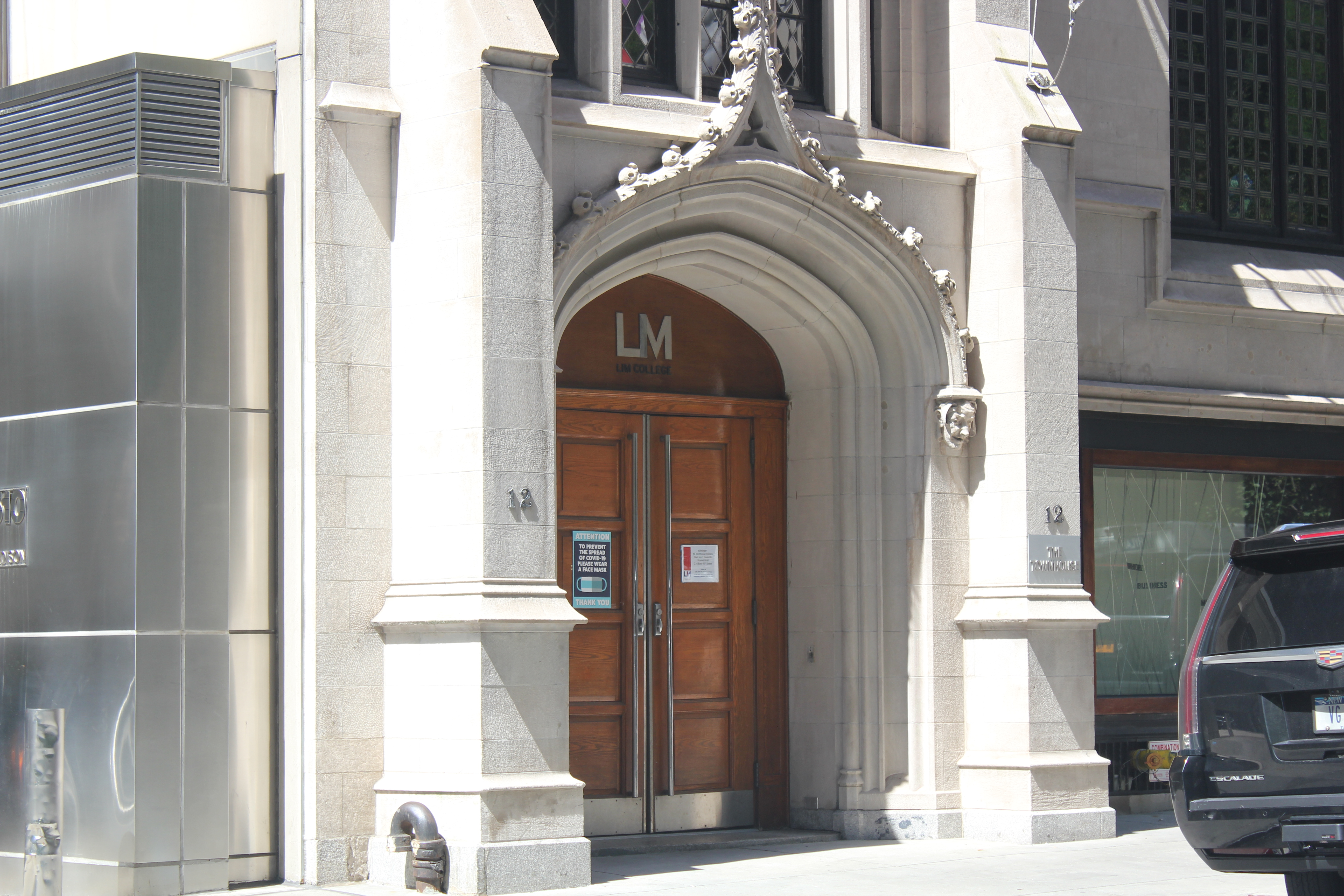
Vista de la entrada principal

La fachada de la calle 53 del edificio es asimétrica y está dividida en dos tramos verticales. A nivel del suelo, el portal de entrada principal es un arco de cuatro centrados en el tramo izquierdo, que incluye una puerta doble de madera y metal. La entrada principal está rematada por una moldura de crochet y flanqueada por contrafuertes escalonados. La bahía de la derecha contiene un escaparate sobre una rejilla metálica, que data de una renovación de 1922. La parte más a la derecha de la fachada tiene una entrada secundaria con una puerta de metal y vidrio. En el diseño inicial, la entrada de la casa en una escalinata ligeramente por encima del suelo. como en otras casas adosadas, y la escalinata se colocó a un lado de la fachada.
Los pisos del segundo al cuarto generalmente contienen ventanas de vidrio emplomado, así como montantes de piedra verticales y travesaños de piedra horizontales. En el segundo piso, la bahía este (izquierda) está coronada por tracería, mientras que la bahía occidental (derecha) contiene una ventana dentro de un arco de estilo Tudor. Se han eliminado las tracerías de piedra, los parteluces y los travesaños de la bahía derecha del segundo piso. Un asta de bandera se proyecta desde el centro del segundo piso. En el tercer y cuarto piso, la bahía de la izquierda tiene ventanas más simples que la bahía de la derecha, que se coloca dentro de una ventana orientable de dos pisos. El quinto piso tiene una balaustrada y un balcón en el tramo izquierdo, detrás del cual hay un techo plano de cobre y una buhardilla. En el quinto piso, el tramo de la derecha tiene un frontón con dos buhardillas, sobre las cuales hay un parapeto y almenas ; la bahía derecha está coronada por un pináculo. Las fachadas occidental y oriental son medianeras que están pintadas para parecerse a la fachada de piedra caliza; la medianera occidental tiene chimenea.

### Características

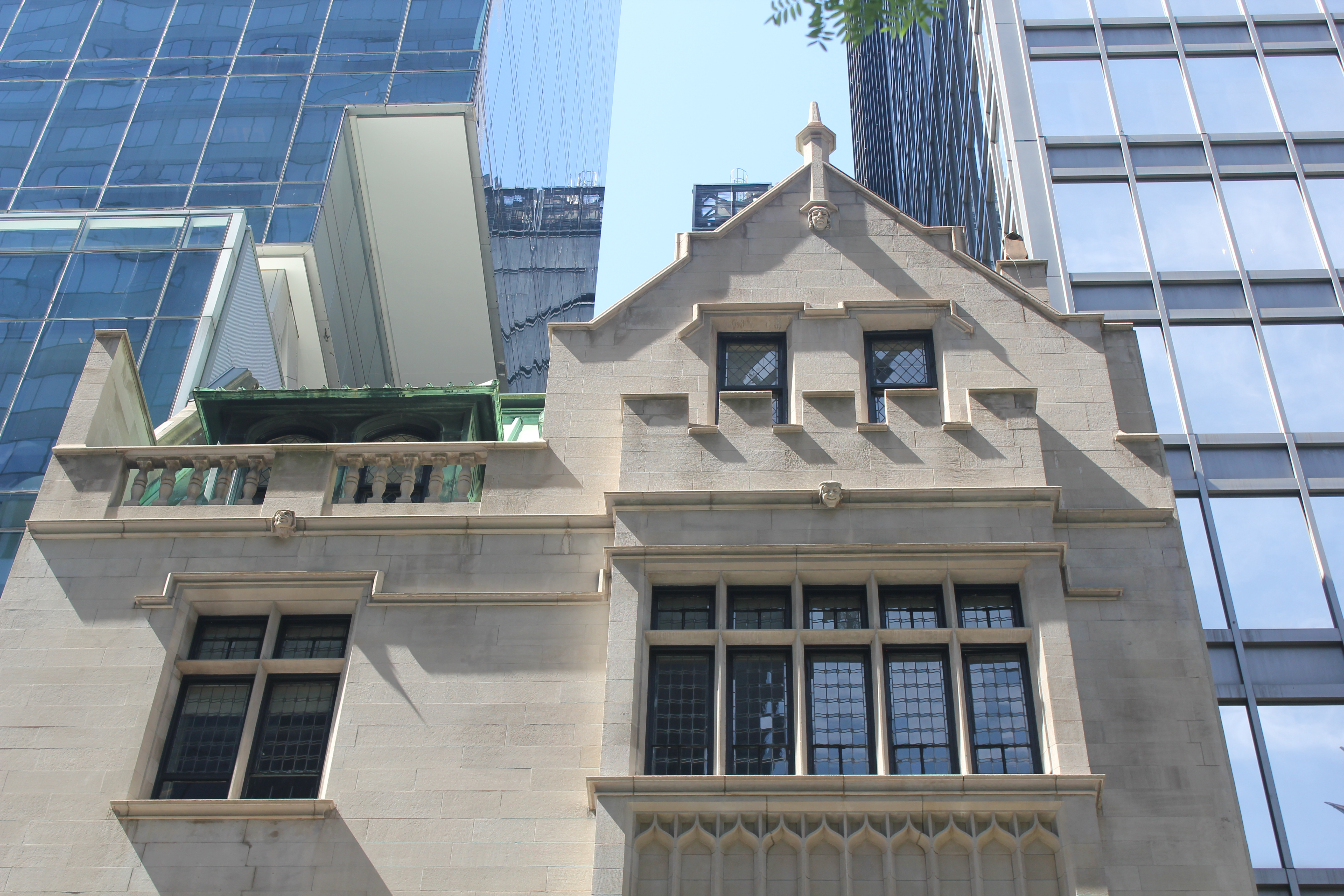
Historias destacadas

Según el Departamento de Planificación Urbana de la ciudad de Nueva York, el edificio tiene una superficie bruta de 1759 m²   . El lote atípicamente profundo permitió la construcción de tres cuartos profundos en la parte trasera. El piso principal tenía una gran sala de recepción al frente, una gran sala de música en el medio y un comedor en la parte trasera que estaba iluminado por todos lados. Los techos de estas habitaciones alcanzaban los dos pisos de una vivienda promedio. La sala de recepción probablemente tenía una escalera en el centro. Los otros pisos de la casa tenían techos altos similares. La casa en su conjunto fue diseñada originalmente con muebles de estilo Tudor para complementar el exterior. Cuando la familia Fisk ocupó la casa, contenía artefactos europeos como tapices, muebles y pinturas, que formaban una atmósfera que el historiador Andrew Dolkart describe como "inglés antiguo". Estos objetos también sirvieron como símbolo de la riqueza y los gustos culturales de los Fisk.
Cuando el edificio se convirtió en una casa club para el Automobile Club of America en 1925, el segundo piso fue rediseñado como restaurante y se mantuvo el techo decorativo. El tercer piso fue remodelado como salón, biblioteca, salas de juego y una gran sala de estar. El cuarto piso estaba arreglado con baños, casilleros y vestidores para hombres y mujeres. El sótano tenía el departamento de suministros generales; los pisos principales tenían los departamentos de giras, suministros y mapas; y los pisos superiores tenían oficinas ejecutivas. La casa fue renovada para convertirla en la sala de exposición del marchante de arte Symons Galleries en 1938; En diferentes salas se exhibieron tapices, pinturas, porcelanas, objetos de bronce, arte gótico y joyas renacentistas. Una habitación con roble tallado y una repisa de piedra estaba dedicada a la cultura jacobea, mientras que otra estaba dedicada a la cultura francesa.

## Historia

### Historia temprana
El sitio de 12 East 53rd Street fue adquirido en 1871 por Charles Moran, miembro de la firma bancaria Moran Brothers. En junio de 1871, compró un lote en el lado sur de la calle 53 de 76,2 m este de la Quinta Avenida, con una fachada de 3,8 m y una profundidad de 30,5 m. Al mes siguiente, Moran adquirió un lote inmediatamente al oeste, que medía 15,2 por 30,5 m, y un lote adyacente en 11 East 52nd Street, que mide 7,6 por 30,5 m. Moran tenía la intención de usar los lotes a lo largo de la calle 52 para sus establos de caballos. Griffith Thomas fue contratado para diseñar una casa de cuatro pisos de piedra rojiza para Moran en la calle 53. El sitio de la casa originalmente medía 11,4 por 30,5 m. A mediados de la década de 1880, la profundidad del lote se extendió 5,8 m. Esto permitió la construcción de un anexo trasero.

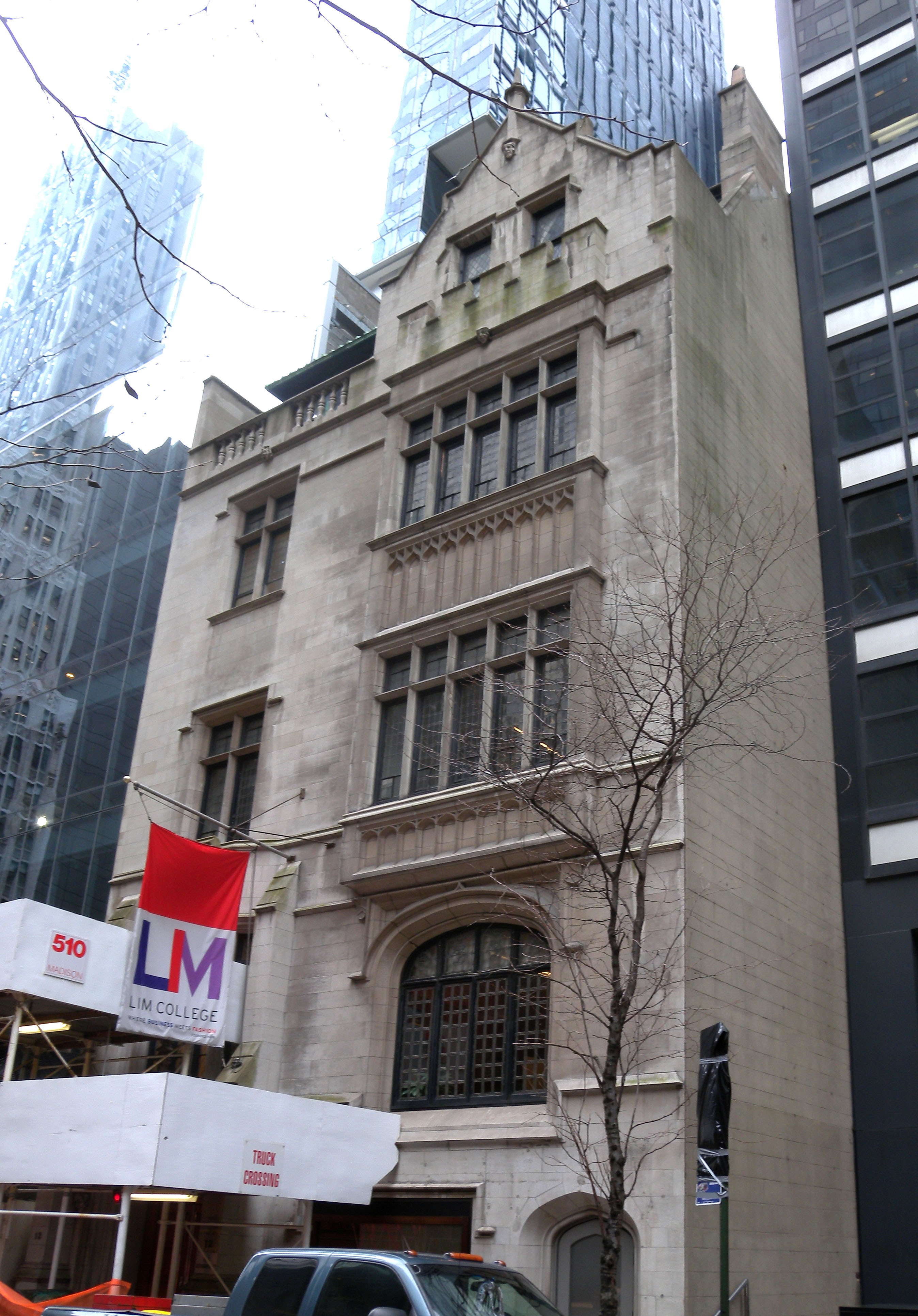
Fachada de la casa adosada rediseñada

Moran murió en su casa en 1895 y legó su propiedad a su viuda Arabella y cuatro hijos. En marzo siguiente, Douglas Robinson & Co. vendió la casa de Moran en la calle 53 y sus establos en la calle 52. La casa fue ocupada entonces por Walter G. Oakman. Cuando la familia Oakman vivía en la casa, organizaba eventos como una reunión anual de la Sociedad de Damas Coloniales del Estado de Nueva York, así como una discusión sobre asuntos políticos en Creta. Los albaceas de la finca Moran vendieron la casa en 1899. La firma de arquitectura Hert & Tallant presentó planes para renovaciones en 1902, que se proyectaba costarían 5000 dólares. Se informó que Oakman vendió la casa en mayo de 1905. Aproximadamente al mismo tiempo, la propiedad de la casa en 12 East 53rd Street y los establos en 11 East 52nd Street se dividieron, y la línea del lote entre los dos edificios se cambió aproximadamente 5,8 m sur.

### Residencia Fisk y Harkness
Harvey Edward Fisk y su esposa Mary Fisk fueron registrados en junio de 1905 como los nuevos dueños de la casa. Contrataron a Raleigh Colston Gildersleeve para renovar ampliamente la casa, así como para diseñar una finca en Elberon (Nueva Jersey). Los planes para la renovación, que se prevé que costarán 25 000 dólares, se presentaron en noviembre de 1905. Las mejoras incluyeron extender el edificio hacia adelante en 2,6 m ; agregando una historia al final; e instalación de nuevas escaleras, ascensor eléctrico, nueva fachada y estructura interior. La fachada fue rediseñada en estilo neotudor con elementos de diseño gótico. Los contratos para la obra no se habían adjudicado en ese momento. El trabajo comenzó en enero de 1906 y se completó en agosto. La familia Fisk vivió en la casa solo cuatro años antes de tener que venderla para recaudar dinero.
El edificio fue vendido en octubre de 1909 al abogado William L. Harkness, primo del ejecutivo de Standard Oil Edward Harkness, junto con la esposa de William, Edith. El precio se registró en 375 000 o 400 000 dólares. The New York Times describió el edificio como "una de las mejores residencias en la sección de la Quinta Avenida". La familia Harkness organizó eventos en la casa, incluido un beneficio de recaudación de fondos para una guardería y un evento de debutante para la hija de William y Edith, Louise. William Harkness murió en su casa de campo en Glen Cove en 1919. Dejó la mitad de su patrimonio, incluida la casa de 12 East 53rd Street y la casa de campo de Glen Cove, a Edith. Sus hijos Louise y William Hale Harkness recibieron la otra mitad de la propiedad.

### Usos comerciales

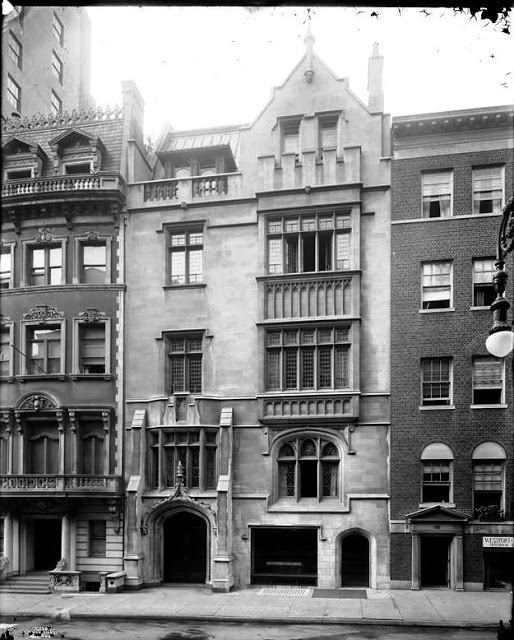
Representado en 1925 como la casa club del Automobile Club of America

En noviembre de 1921, la casa 12 East 53rd Street se vendió al comerciante de arte Proctor & Company. Edith Harkness había estado pidiendo 400 000 dólares por la propiedad. Proctor & Company planeó reformas extensivas en la casa antes de que se mudara. Es posible que Proctor & Company haya eliminado la tracería original y haya agregado un escaparate durante esta renovación. La compañía ocupó 12 East 53rd Street durante solo dos años antes de venderla en diciembre de 1923 al Automobile Club of America, que planeaba renovar el edificio en su casa club. La casa Fisk-Harkness 2600 m², lo que representó un aumento de 740 m² respecto al espacio existente del club en el distrito del automóvil al sur de Columbus Circle. Además, 12 East 53rd Street estaba cerca de varios otros clubes a lo largo de la Quinta Avenida, incluidos los del University Club, Union Club, Calumet Club, Knickerbocker Club y Metropolitan Club.
El Automobile Club of America recibió una hipoteca de 190 000 dólares sobre el edificio a principios de 1924. Después de someterse a renovaciones por valor de 100 000 dólares, la casa club se inauguró en abril de 1925. La casa club fue uno de los lugares donde se distribuyeron las placas de matrícula de Nueva York. Entre los eventos allí organizados estuvieron un almuerzo con un funcionario de la Asociación No Partidista de la Liga de Naciones una sesión anual de la Administración Nacional de Tráfico de Carreteras, así como juegos de bridge y bailes de té. El club tenía una membresía máxima de 6000, pero luego de la Gran Depresión, varios miles de socios abandonaron el club. Como resultado, en enero de 1932, los gobernadores del Automóvil Club votaron a favor de disolverlo. El edificio se puso a la venta en una subasta de ejecución hipotecaria en agosto y se vendió a la Mutual Life Insurance Company de Nueva York por 50 000 dólares. 12 East 53rd Street podría haber estado vacante durante seis años después de la venta por ejecución hipotecaria.
En agosto de 1937, se alquiló un apartamento en el edificio a Lucile Cody. La casa fue entonces alquilada en febrero de 1938 al marchante de arte Symons Galleries Inc. El comerciante de arte se mudó al edificio en mayo después de una extensa renovación. Los montantes y travesaños de piedra en la ventana del segundo piso pueden haber sido removidos durante este tiempo. En 1940, los pisos superiores fueron rediseñados con apartamentos. La Mutual Life Insurance Company siguió siendo propietaria del edificio. Las estructuras en 4 a 12 East 53rd Street, así como el edificio francés en la esquina sureste de 53rd Street y Fifth Avenue, fueron adquiridos en noviembre de 1943 por Robert W. Dowling de City Investing Company. La agencia de publicidad Maxon Inc. compró el edificio a Dowling en diciembre de 1948, con la intención de utilizar la estructura para sus propias oficinas. Symons Galleries vendió sus productos en mayo de 1949 en preparación para su traslado a barrios más pequeños.
Maxon Inc. se mudó a 12 East 53rd Street en enero de 1950 mientras las renovaciones aún estaban en curso. Maxon Inc. continuó ocupando el edificio hasta noviembre de 1964, cuando vendió la casa al Laboratory Institute of Merchandising, más tarde LIM College. El colegio tenía la intención de renovar el edificio para su propio uso. LIM se mudó al edificio después y continuó ocupándolo durante el resto del siglo XX. 12 East 53rd Street se conoció como "la casa urbana", y LIM continuó ocupando la casa incluso después de comprar otras estructuras para su campus en la década de 2000. La Comisión de Preservación de Monumentos Históricos de la Ciudad de Nueva York designó el edificio como un lugar emblemático en 2011. A 2021, la casa todavía sirve como edificio LIM College.